# موریس جی. مرفی، جونیور
موریس جی. مرفی، جونیور (به انگلیسی: Maurice J. Murphy, Jr.) سناتور سابق عضو حزب جمهوری‌خواه ایالات متحده آمریکا بود. وی در سال ۱۹۶۱ تا ۱۹۶۲ میلادی سناتور ایالت نیوهمپشایر در سنای ایالات متحده آمریکا بود.